# Střelice dolní
Střelice dolní jsou železniční zastávka v km 144,300 na železničních tratích Brno–Jihlava a Brno – Hrušovany nad Jevišovkou-Šanov, která se nachází v obci Střelice v okrese Brno-venkov.

## Historie
Výstavba zastávky byla požadována už v roce 1986, ale až po roce 1990 byla zahájena úspěšná jednání s Českými drahami. Výstavba železniční zastávky byla plně hrazena z rozpočtu obce Střelice. Výstavbu provedla firma Firesta, předání obci bylo 22. září 1998. Slavnostní otevření 27. září 1998. Zkušební provoz byl Drážním úřadem stanoven na období od 27. září 1998 do 31. ledna 1999.
Přístup na zastávku je z mostu nad tratí, kde je také autobusová zastávka. Železniční zastávka má na vnější straně kolejiště dvě vysoká a široká nástupiště s informační tabulí a prosklené přístřešky.